# Потапов, Андрей Юрьевич
Андрей Юрьевич Потапов (род. 11 сентября 1971, Магнитогорск, Челябинская область) — российский государственный и партийный деятель, секретарь Курганского местного отделения партии «Единая Россия» (с 2019 года), Глава города Кургана (2019—2021), руководитель Администрации города Кургана (2016—2019), полковник полиции.
Работает в должности руководителя департамента безопасности ОАО «Синтез», город Курган (с 2021).

## Биография
Андрей Юрьевич Потапов родился 11 сентября 1971 года в городе Магнитогорске Челябинской области. Родители переехали в Курган по распределению.
В июне 1993 года, после окончания Курганского машиностроительного института был принят стажером по должности оперуполномоченного уголовного розыска Советского ТОМ г. Кургана.
Он прошёл путь от оперуполномоченного до начальника отделения уголовного розыска, начальника криминальной милиции ТОМ-3 УВД г. Кургана, начальника отдела по борьбе с незаконным оборотом наркотиков УВД г. Кургана.
В период служебной деятельности, обучаясь заочно, в 2000 году окончил  Уральский юридический институт МВД России.
С 2002 по 2003 год руководил Отделом по борьбе с незаконным оборотом наркотиков УВД города Кургана.
В июле 2003 года назначен на должность начальника отдела милиции «Первомайский» УВД г. Кургана.
С 2006 по 2009 год был начальником Управления уголовного розыска УВД Курганской области.
С июля 2009 года — в органах внутренних дел Республики Карелия.
18 сентября 2009 года Приказом министра внутренних дел Российской Федерации подполковник милиции А.Ю. Потапов назначен первым заместителем министра, начальником криминальной милиции МВД по Республике Карелия.
С июня 2011 года приказом министра внутренних дел Российской Федерации назначен заместителем министра — начальником полиции МВД по Республике Карелия. Эту должность он занимал до марта 2014 года. Вышел в отставку в звании полковника полиции.
После увольнения из органов внутренних, дел вернулся в Курган, работал в МКУ «Управление дорожного хозяйства и благоустройства».
16 марта 2015 года на совещании у губернатора Курганской области был представлен начальник Управления государственных закупок Курганской области.
31 августа 2016 года депутаты Курганской городской Думы утвердили Потапова руководителем администрации города Кургана. Его кандидатура была поддержана большинством голосов: за него проголосовало 22 депутата из 24, 2 депутата прогодлсовали за С.П. Сынникова.
5 сентября 2016 года Потапов вступил в должность.
19 июля 2017 года в сети Интернет была размещена информация агентства «Уральский меридиан» под заголовком «Зима близко. В Кургане назревает отопительный скандал». В качестве заглавного фото автор статьи блогер Илья Винштейн  использовал мем «Зима близко» с отсылкой на сериал «Игра престолов». На оригинальном меме Эддард Старк угрюмо всматривается вдаль и постоянно повторяет: «Зима близко». Вместо лица Старка использовано лицо Андрея Потапова. 24 июля 2017 года в редакцию портала «Уральский меридиан направлено письмо № 2658, подписанное Первым заместителем Руководителя Администрации А.В. Жижиным в котором требуют удалить указанную информацию из сети Интернет. Параллельно власти обратились в Роскомнадзор с жалобой. 7 августа 2017 года региональное управление Роскомнадзора отклонило жалобу администрации на мем, потому что не нашло в этой картинке ничего оскорбительного. «Мы не усматриваем здесь каких-либо оскорблений и, скорее всего, посоветуем обращаться в суд», — сказала представитель Роскомнадзора Нина Крылова.
Пост главы города Кургана оказался вакантным 4 марта 2019 года после отставки Сергея Владимировича Руденко. Временно его обязанности исполнял вице-спикер городской думы Игорь Викторович Прозоров. 4 апреля 2019 года семеро кандидатов представили комиссии свои программы развития города: председатель общественной организации инвалидов «Диабетическое общество Курганской области» Наталья Михайловна Воробьева, директор ООО «Эко Технопарк» Сергей Владимирович Завьялов, глава Администрации города Кургана Андрей Юрьевич Потапов, генеральный директор ООО «Строймонтаж» Артур Александрович Пущин, председатель общественной организации Курганской области «Объединение специалистов по охране труда», бывший директор департамента развития городского хозяйства администрации Кургана Роман Николаевич Сергеечев, пенсионер МВД Владимир Павлович Теняков, депутат Курганской областной Думы Юрий Владимирович Ярушин. К голосованию по итогам работы комиссии допущены четыре кандидата: Потапов (149 баллов), Сергеечев (130 баллов), Ярушин (89 баллов) и Теняков (84 балла).
4 апреля 2019 года на конференции Курганского местного отделения Всероссийской партии «Единая Россия» избран секретарем  Курганского местного отделения партии. Кандидатура Потапова была поддержана большинством голосом делегатов путём тайного голосования согласно Уставу партии. За него было отдано 49 голосов. Альтернативу ему составил Роман Николаевич Сергеечев, за которого проголосовали 14 делегатов. Кроме того, на конференции единороссы поддержали кандидатуру Андрея Потапова на должность главы муниципалитета.
5 апреля 2019 года на внеочередном заседании Курганской городской Думы все четверо кандидатов озвучили свои программы первоочередных мероприятий по развитию города Кургана. После этого депутат от КПРФ Яков Сидоров отказался голосовать за главу города, заявив, что представленные программы всех четырех кандидатов одинаковые. «Пусть наши депутаты примут решение и в дальнейшем несут за него ответственность», — заявил он. В итоге за Потапова проголосовали все 20 депутатов, которые участвовали в церемонии.
8 апреля 2019 года вступил в должность главы города Кургана.
12 мая 2021 года депутаты Курганской городской Думы VII созыва приняли досрочную отставку главы города Кургана по состоянию здоровья (с 3 по 23 марта 2021 был на больничном). «За» проголосовал 21 депутат из 23 присутствующих. Депутат от КПРФ Яков Семёнович Сидоров воздержался, а его коллега по партии Иван Александрович Камшилов голосовал против добровольной отставки Потапова. Потапов подвёл итоги за 4 года работы в администрации. Среди них — ремонт и строительство детских садов, школ, больниц, культурных и спортивных учреждений, благоустройство дворов и скверов. С 2017 по 2020 год в Кургане отремонтировали 95 километров дорог. Обустроено 77 километров тротуаров. В разных районах города установлено 167 новых остановок. С 2019 года ежегодно проводится гастрономический фестиваль «День сырка». В Кургане установлены скульптуры в виде топиариев. Временно исполняющей полномочия Главы города Кургана назначена заместитель мэра, директор департамента социальной политики Елена Вячеславовна Ситникова.
С 1 июня 2021 года работает в должности руководителя департамента безопасности ОАО «Синтез», город Курган.

## Награды
Имеет 65 наград и поощрений, в том числе:
- Медаль «За доблесть в службе», 2011 год
- Медаль «За отличие в службе» I степени, 2013 год
- Медаль «За отличие в службе» II степени, 2008 год
- Медаль «За отличие в службе» III степени, 2003 год
- Медаль «200 лет МВД России», 2002 год
- Медаль «90 лет уголовному розыску МВД России», 2008 год
- Памятная медаль «За доблесть в службе подразделений по борьбе с организованной преступностью МВД России», 2007 год
- Нагрудный знак «За верность долгу», 2004 год
- Нагрудный знак «За отличную службу в МВД», 1996 год
- Памятный нагрудный знак «90 лет милиции России», 2007 год
- Памятный знак «90 лет кадровой службы», 2008 год
- Благодарность за образцовую службу, трижды: 1997 год, 1998 год, 2005 год
- Почётная грамота за добросовестную службу, дважды: 1997 год, 1998 год
- Почетная грамота Главного управления МЧС России по Курганской области, 2018 год
- Почетная грамота Курганской городской Думы, 12 мая 2021 года
- Благодарственное письмо Губернатора Курганской области, 12 мая 2021 года
- Благодарственное письмо Курганской областной Думы, 12 мая 2021 года

## Семейное положение
Андрей Потапов женат, жена Татьяна. Поженились, когда учились на пятом курсе КГУ. В семье два сына.